# 비행점검센터
비행점검센터(飛行點檢센터, Flight Inspection Center, 약칭: FIC)는 서울지방항공청의 소속기관이다. 2009년 5월 11일 발족하였으며, 서울특별시 강서구 과해동 272에 위치하고 있다. 센터장은 항공사무관으로 보한다.

## 연혁
- 1987년 12월 5일: 서울지방항공관리국에 비행점검소 설치.
- 1991년 11월 11일: 서울지방항공청 소속으로 변경.
- 2002년 8월 12일: 항공안전본부 소속으로 변경.
- 2006년 7월 3일: 항행표준관리센터로 개편.
- 2009년 5월 6일: 서울지방항공청 소속 비행점검센터로 개편.